# Mautners lemma
Inom representationsteorin, en del av matematiken, är Mautners lemma ett resultat som säger att om G är en topologisk grupp och π en unitär representation av G på ett Hilbertrum H, då gäller för varje x i G som har konjugat 
yxy−1
som konvergerar mot neutrala elementet e, för ett nät av element y, att varje vektor v av H som är invariant under alla π(y) är även invariant under π(x).